# Эпициклическая частота
Эпициклическая частота в астрофизике — характеристика движения тела под воздействием определённого гравитационного потенциала — например, движения звезды в галактике. Если орбита тела мало отличается от круговой, а движение по ней происходит с частотой {\displaystyle \Omega }, то можно считать, что тело совершает малые колебания относительно точки, движущейся по круговой орбите с такой же частотой {\displaystyle \Omega }. Частота таких малых колебаний называется эпициклической частотой и обозначается {\displaystyle \kappa }.

## Описание
В астрофизике может рассматриваться движение тела в определённом гравитационном потенциале — например, движение в галактике. Однако даже если гравитационный потенциал является симметричным относительно какой-либо выделенной оси, то уравнения, описывающие движение тела, могут иметь аналитические решения лишь в частных случаях — например, в задаче двух тел, когда вся масса, создающая поле тяготения, находится в одной точке. Это обстоятельство заставляет рассматривать движение в упрощённом виде. Если траектория движения звезды в галактике близка к окружности, то можно рассмотреть круговую орбиту в плоскости галактики, по которой движение происходило бы с той же частотой {\displaystyle \Omega }, и исследовать колебания звезды относительно точки на круговой орбите. Частота таких колебаний в плоскости диска называется эпициклической частотой и обозначается {\displaystyle \kappa }. Например, для потенциала точечной массы, в котором {\displaystyle \Omega \propto R^{-3/2}} и движение пробного тела происходит в согласии с законами Кеплера, {\displaystyle \kappa =\Omega }. В других случаях, которые могут возникнуть на практике, чаще всего {\displaystyle \Omega \lesssim \kappa \lesssim 2\Omega }.
Рассмотрение задачи в таком виде называется эпициклическим приближением. Название связано с тем, что движение в плоскости галактики относительно кругового движения происходит по эллипсу и тем самым напоминает движение по эпициклу.

### Вывод
В общем виде уравнения движения звезды в цилиндрических координатах {\displaystyle R,\theta ,z} в потенциале {\displaystyle \Phi =\Phi (R,\theta ,z)} выглядят следующим образом:
{\displaystyle {\frac {d^{2}R}{dt^{2}}}=R\left({\frac {d\theta }{dt}}\right)^{2}+{\frac {\partial \Phi }{\partial R}}\,,}
{\displaystyle {\frac {d}{dt}}\left(R^{2}{\frac {d\theta }{dt}}\right)={\frac {\partial \Phi }{\partial \theta }}\,,}
{\displaystyle {\frac {d^{2}z}{dt^{2}}}={\frac {\partial \Phi }{\partial z}}\,.}
Для осесимметричного потенциала {\displaystyle \Phi =\Phi (R,z)} второе из этих уравнений переписывается в более простом виде: {\displaystyle R^{2}{\frac {d\theta }{dt}}=h}, где {\displaystyle h} — постоянная, называемая интегралом площадей. Движение по орбите, близкой к круговой, можно рассматривать как сумму кругового движения по орбите вокруг центра галактики в плоскости диска и малых отклонений. В цилиндрических координатах {\displaystyle R,\theta ,z} движение будет выражено формулами:
{\displaystyle R=R_{0}+\delta R\,,}
{\displaystyle \theta =\theta _{0}+\delta \theta =\omega _{0}(t-t_{0})+\delta \theta \,,}
{\displaystyle z=\delta z\,.}
Здесь {\displaystyle R_{0}} — радиус соответствующей круговой орбиты, {\displaystyle \theta _{0}} — азимутальный угол относительно центра галактики, соответствующий движению по окружности. Для заданной орбиты можно определить {\displaystyle R_{0}} так, чтобы {\displaystyle h} для круговой орбиты с радиусом {\displaystyle R_{0}} совпадал с {\displaystyle h} для заданной. Также при помощи {\displaystyle h} можно переписать первое уравнение движения.
{\displaystyle {\frac {d^{2}R}{dt^{2}}}={\frac {h^{2}}{R^{3}}}+{\frac {\partial \Phi }{\partial R}}\,,}
{\displaystyle R^{2}{\frac {d\theta }{dt}}=h\,,}
{\displaystyle {\frac {d^{2}z}{dt^{2}}}={\frac {\partial \Phi }{\partial z}}\,.}
Частота вращения галактики {\displaystyle \omega _{0}} на радиусе {\displaystyle R_{0}} определяется как {\displaystyle \omega _{0}=h/R_{0}^{2}}. Рассматривая круговые орбиты, из первого уравнения можно получить следующее выражение, в котором нижний индекс 0 означает взятие производной в точке {\displaystyle R_{0}}:
{\displaystyle h^{2}=-R_{0}^{3}\left({\frac {\partial \Phi }{\partial R}}\right)_{0}\,.}
Потенциал {\displaystyle \Phi (R,z)} можно разложить в ряд по степеням {\displaystyle R-R_{0}} и {\displaystyle z} и оставить только первые степени. Тогда получится:
{\displaystyle {\frac {d^{2}R}{dt^{2}}}=\left[1-\left({\frac {R}{R_{0}}}\right)^{-3}\right]\left({\frac {\partial \Phi }{\partial R}}\right)_{0}+\left({\frac {\partial ^{2}\Phi }{\partial R^{2}}}\right)(R-R_{0})\,,}
{\displaystyle {\frac {d\theta }{dt}}=\omega _{0}\left({\frac {R}{R_{0}}}\right)^{-2}\,,}
{\displaystyle {\frac {d^{2}z}{dt^{2}}}=\left({\frac {\partial ^{2}\Phi }{\partial z^{2}}}\right)_{0}z\,.}
Возвращаясь к значениям малых отклонений от кругового движения, можно переписать уравнения как:
{\displaystyle {\frac {d^{2}\delta R}{dt^{2}}}=\left({\frac {\partial ^{2}\Phi }{\partial R^{2}}}+{\frac {3}{R}}{\frac {\partial \Phi }{\partial R}}\right)_{0}\delta R\,,}
{\displaystyle {\frac {d\delta \theta }{dt}}=-2{\frac {\omega _{0}}{R_{0}}}\delta R\,,}
{\displaystyle {\frac {d^{2}\delta z}{dt^{2}}}=\left({\frac {\partial ^{2}\Phi }{\partial z^{2}}}\right)_{0}\delta z\,.}
Значения, заключённые в скобки, являются отрицательными. Таким образом, эти уравнения описывают малые колебания: можно ввести следующие обозначения:
{\displaystyle \left({\frac {\partial ^{2}\Phi }{\partial R^{2}}}+{\frac {3}{R}}{\frac {\partial \Phi }{\partial R}}\right)_{0}=-\kappa ^{2}\,,}
{\displaystyle \left({\frac {\partial ^{2}\Phi }{\partial z^{2}}}\right)_{0}=-\nu ^{2}\,.}
Тогда решения уравнений примут следующий вид:
{\displaystyle \delta R=a\sin \kappa (t-t_{1})\,,}
{\displaystyle \delta \theta =2{\frac {\omega _{0}}{\kappa R_{0}}}a\cos \kappa (t-t_{1})\,,}
{\displaystyle \delta z=b\sin \nu (t-t_{2})\,.}
В этих формулах {\displaystyle a,b,t_{1},t_{2}} — постоянные интегрирования. Вид формул означает, что при отклонении от круговой орбиты тело в галактической плоскости движется по эллипсу относительно точки на круговой орбите с частотой {\displaystyle \kappa }, а вдоль оси {\displaystyle z} совершает гармонические колебания с частотой {\displaystyle \nu }. Величина {\displaystyle \kappa } и называется эпициклической частотой (иногда радиальной частотой), а {\displaystyle \nu } — вертикальной частотой, её квадрат называют динамическим параметром и часто обозначают {\displaystyle C^{2}}. Частота колебаний в плоскости и вне плоскости не совпадает, так что орбита в общем случае не является замкнутой.

## Применение
Эпициклическую частоту в окрестностях Солнца можно оценить через постоянные Оорта: {\displaystyle \kappa ^{2}=4B(B-A)}. В этой области {\displaystyle \kappa } равняется приблизительно 32 км/с/кпк и период эпициклических колебаний в окрестностях Солнца равен приблизительно 80 % периода вращения Галактики на том же расстоянии. Динамический параметр {\displaystyle C^{2}} зависит от наблюдаемой дисперсии скоростей в направлении, перпендикулярном диску Галактики {\displaystyle \sigma _{z}}, и распределением плотности {\displaystyle \rho }:
{\displaystyle C^{2}=-\sigma _{z}^{2}{\frac {\partial ^{2}\ln \rho }{\partial z^{2}}}\,.}
В окрестности Солнца период вертикальных колебаний составляет 45 % периода вращения Галактики. Плотность вещества в диске Галактики вблизи Солнца можно выразить через динамический параметр и постоянные Оорта:
{\displaystyle 4\pi G\rho =C^{2}-2(A^{2}-B^{2})\,.}
Оценка плотности, получаемая таким образом, называется динамической и составляет для окрестности Солнца 6⋅10−24 г/см3.

### Резонансы Линдблада
Потенциал реальных галактик часто не является осесимметричным, и, кроме того, вращается — отклонение от осевой симметрии могут создавать, например, бары. Если отклонение потенциала от осевой симметрии невелико, то его можно представить как сумму осесимметричного потенциала и некоторого возмущения, которое и вращается с угловой скоростью {\displaystyle \Omega _{b}}, как и суммарный потенциал. Из-за малости возмущений движение частиц также можно рассматривать как близкое к круговому с частотой {\displaystyle \Omega _{0}} на радиусе {\displaystyle R_{0}}, и, следовательно, использовать эпициклическую частоту {\displaystyle \kappa _{0}}. Таким образом, возмущения из-за неосесимметричности потенциала на рассматриваемой орбите действуют с частотой {\displaystyle m(\Omega _{0}-\Omega _{b})}, где {\displaystyle m} — целое число, соответствующее степени симметрии потенциала: чаще всего рассматривают {\displaystyle m=2}, которое соответствует бару или спиральной структуре, состоящей из двух рукавов. Если эта частота совпадает с {\displaystyle \kappa _{0}}, то между собственными эпициклическими колебаниями и возмущением возникает резонанс, называемый резонансом Линдблада. Если {\displaystyle m(\Omega _{0}-\Omega _{b})=\kappa _{0}}, то это внутренний резонанс Линдблада, если же {\displaystyle m(\Omega _{0}-\Omega _{b})=-\kappa _{0}} — внешний. Существуют и другие, менее важные резонансы Линдблада, каждый из которых расположен на своём радиусе. В отдельно взятой галактике могут наблюдаться какие-то из них, а может и не обнаруживаться никаких.